# Plu Pakam
Plu Pakam is een bestuurslaag in het regentschap Aceh Utara van de provincie Atjeh, Indonesië. Plu Pakam telt 228 inwoners (volkstelling 2010).